# رئيس جمهورية التشيك
رئيس جمهورية التشيك هو رئيس دولة جمهورية التشيك والقائد الأعلى للقوات المسلحة في جمهورية التشيك. تم تشكيل الرئاسة إلى حد كبير من قبل حاملها الأول، توماس غاريغي ماساريك ، الذي تولى المنصب بعد إعلان استقلال تشيكوسلوفاكيا في عام 1918. منح دستور عام 1920 الرئيس سلطات كبيرة، كما مكنت القوة السياسية وشعبية ماساريك الرئاسة من ممارسة نفوذ كبير على الحياة العامة التشيكية. في العصر الحديث، أصبح الرئيس شخصية شرفية إلى حد كبير ذات صلاحيات محدودة، حيث تُوكل الأعمال اليومية للحكومة التنفيذية إلى رئيس الوزراء، وتتطلب العديد من تصرفات الرئيس موافقة رئيس الوزراء. ومع ذلك، وباعتبارها حاملة لشعار الأمة الحقيقة تسود، يُنظر إلى الرئاسة على نطاق واسع على أنها مصدر مهم للهيبة والقوة والسلطة الأخلاقية في الشؤون الداخلية والخارجية. في كثير من الأحيان، كان يُنظر إلى الرئيس، الذي يجلس في قلعة براغ ، من خلال منظور الماضي الملكي للبلاد. قد احتفظ المكتب بسلطة منح العفو الكامل وتخفيف العقوبات الجنائية وإصدار العفو. يتمتع الرئيس بحق النقض التعليقي والذي يمكن إبطاله من قبل أغلبية مطلقة من أعضاء مجلس النواب.
ينص الدستور على أنه لا يمكن تحميل الرئيس المسؤولية عن سلوكه، إلا في حالات الخيانة أو الانتهاك الجسيم للدستور. يحتفظ البرلمان بالسلطة الوحيدة في المساءلة ولا يجوز عزل الرئيس من منصبه إلا من خلال محاكمة أمام المحكمة الدستورية. يعتبر الرئيس مسؤولا بشكل منفرد عن تعيين رئيس الوزراء، ووزراء الحكومة، وكذلك أعضاء مجلس إدارة البنك الوطني التشيكي، وترشيح قضاة المحكمة الدستورية، الذين يخضعون لموافقة مجلس الشيوخ من بين آخرين.
يتم انتخاب الرئيس بشكل مباشر باستخدام نظام الجولتين لمدة خمس سنوات. قبل عام 2013، كان يتم اختيار الرئيس من خلال جلسة مشتركة للبرلمان. بموجب المادة 57 من الدستور، لا يجوز انتخاب أي فرد لأكثر من فترتين متتاليتين. تم انتخاب الرئيس الحالي، بيتر بافيل في انتخابات عام 2023، وتولى منصبه في 9 مارس 2023.

## الصلاحيات
كان واضعو دستور جمهورية التشيك يعتزمون إنشاء نظام برلماني، حيث يكون رئيس الوزراء الشخصية السياسية الرائدة في البلاد والرئيس التنفيذي الفعلي والرئيس هو رئيس الدولة الشرفي. ومع ذلك، كانت مكانة الرئيس الأول، فاتسلاف هافيل ، كبيرة إلى الحد الذي جعل المنصب يكتسب نفوذاً أكبر مما كان يقصده المؤسسون، وإن لم يكن قوياً مثل الرئاسة التشيكوسلوفاكية.

### السلطة المطلقة
يتمتع رئيس جمهورية التشيك بسلطة التصرف بشكل مستقل في عدد من المجالات الموضوعية. أحد أقوى سلطات المكتب هو حق النقض ، الذي يعيد مشروع القانون إلى البرلمان. على الرغم من أن البرلمان قد يتغلب على حق النقض بأغلبية مطلقة من الأصوات (أكثر من 50٪) من جميع النواب، فإن القدرة على رفض التوقيع على التشريعات تعمل كضابط على سلطة الهيئة التشريعية. النوع الوحيد من مشاريع القوانين التي لا يستطيع الرئيس نقضها أو الموافقة عليها هي القوانين التي من شأنها تغيير الدستور. يلعب الرئيس أيضًا دورًا رائدًا في تعيين الأشخاص في المناصب العليا الرئيسية، بما في ذلك تعيين القضاة في المحكمة العليا والمحكمة الدستورية (بإذن من مجلس الشيوخ)، وأعضاء مجلس إدارة البنك الوطني التشيكي.

### سلطة محدودة
هناك بعض الصلاحيات محفوظة للرئيس، ولكن لا يمكن ممارستها إلا في ظل ظروف محدودة. وأهمها حل مجلس النواب. في حين يمكن للرئيس حل المجلس من تلقاء نفسه، وإجباره على إجراء انتخابات جديدة لتلك الهيئة في غضون 60 يومًا، لا يمكن القيام بذلك إلا بموجب الشروط المنصوص عليها في الدستور.

### الواجبات المشتركة
لا يمكن ممارسة الكثير من صلاحيات الرئيس إلا بموافقة الحكومة، كما يتجلى ذلك من خلال توقيع رئيس الوزراء. وتشمل هذه الأمور كل ما يتعلق بالعلاقات الخارجية واستخدام الجيش، وتعيين القضاة في المحاكم الأدنى، ومنح العفو. باستثناء الحالات التي يتم فيها حل مجلس النواب بسبب فشله في تشكيل الحكومة أو الحفاظ عليها، لا يجوز للرئيس أن يدعو إلى انتخابات لمجلس النواب ومجلس الشيوخ إلا بموافقة رئيس الوزراء.
يتقاسم الرئيس أيضًا المسؤولية مع مجلس النواب عن تعيين رئيس ونائب رئيس هيئة الرقابة العليا  الهيئة المختصة بتنفيذ الموازنة الوطنية – على الرغم من أن هذا التعيين لا يتطلب من الناحية الفنية توقيع رئيس الوزراء.

### الحصانة من الملاحقة القضائية
المادة 65 (1) تمنع المحاكمة أو الحبس عن أي جريمة جنائية أو إدارية أثناء تولي المنصب. النوع الوحيد من الملاحقة القضائية المسموح بها لرئيس الجمهورية هو الخيانة العظمى، والتي لا يمكن تنفيذها إلا من قبل مجلس الشيوخ، ولا يمكن أن تؤدي إلا إلى عزله من منصبه ومنعه من استعادة منصبه في وقت لاحق.

### القوى الاحتفالية
يمكن القول إن العديد من واجبات الرئيس التشيكي هي شرفية إلى حد ما، خاصة وأن الرئيس يتمتع بصلاحيات قليلة نسبيا مستقلة عن إرادة رئيس الوزراء. ومن الأمثلة الجيدة على ذلك منصب القائد الأعلى للقوات المسلحة. ولا يجوز أداء أي جزء من هذه الواجبات إلا بموافقة رئيس الوزراء. في مسائل الحرب، فهو في كل معنى الكلمة مجرد رمز، لأن الدستور يمنح البرلمان كل السلطات الدستورية الجوهرية فيما يتعلق باستخدام القوات المسلحة. في الواقع، الشيء الوحيد المحدد الذي يسمح الدستور للرئيس بفعله فيما يتعلق بالجيش هو تعيين جنرالاته.لكن حتى هذا يجب أن يتم بتوقيع رئيس الوزراء 
تندرج العديد من الواجبات الاحتفالية للرئيس ضمن أحكام الدستور التي تسمح بممارسة صلاحيات "غير محددة صراحةً" في الدستور، ولكن يسمح بها قانون أقل. وبعبارة أخرى، يتمتع البرلمان بسلطة السماح للرئيس بممارسة أي مسؤوليات يراها مناسبة، دون الحاجة بالضرورة إلى تعديل الدستور. وقد صدر مثل هذا القانون في عام 1994 فيما يتعلق بمنح الأوسمة الرسمية . في حين أن الدستور يسمح صراحة بمنح الأوسمة والميداليات من قبل الرئيس فقط بتوقيع رئيس الوزراء، فقد عمل البرلمان في عام 1994 على منح الرئيس السلطة للقيام بذلك بناءً على سلطته الخاصة. ومن ثم، فإن هذه المهمة الخاصة يتم تقاسمها فعليًا بين البرلمان والرئيس. يسمح القانون أيضًا للرئيس باختيار شخص لإجراء حفل التقديم الفعلي.

### انتخاب
حتى عام 2012، كان يتم شغل منصب الرئيس عن طريق انتخابات غير مباشرة يجريها برلمان جمهورية التشيك. في فبراير 2012، أقر مجلس الشيوخ تغييرًا إلى الانتخاب المباشر. بعد أن أقر مجلسا البرلمان قانون التنفيذ ذي الصلة أيضًا، تم إقراره بموافقة رئاسية في 1 أغسطس 2012،  مما يعني أنه دخل حيز النفاذ قانونًا في 1 أكتوبر 2012.

### الإجراءات الانتخابية
مدة ولاية الرئيس 5 سنوات. يبدأ الرئيس المنتخب حديثًا فترة ولايته الممتدة لخمس سنوات في يوم أداء القسم الرسمي. يجب أن يكون المرشحون للمناصب في سن الأربعين عامًا على الأقل، وألا يكون قد تم انتخابهم مرتين متتاليتين. نظرًا لأن الحد الوحيد للفترة هو أنه لا يمكن انتخاب أي شخص أكثر من مرتين متتاليتين ، فمن الناحية النظرية يمكن للشخص أن يحقق الرئاسة أكثر من مرتين. يتعين على المرشحين المحتملين إما تقديم التماسات تحمل توقيعات 50 ألف مواطن، أو أن يتم ترشيحهم من قبل 20 نائبا أو 10 أعضاء في مجلس الشيوخ.
لا ينص الدستور على تاريخ محدد للانتخابات الرئاسية، لكنه ينص على أن الانتخابات يجب أن تجري في الفترة بين 30 إلى 60 يومًا قبل نهاية فترة ولاية الرئيس الحالي، بشرط أن يتم الدعوة إليها قبل 90 يومًا على الأقل من يوم الانتخابات المحدد. في حالة وفاة الرئيس أو استقالته أو عزله، يمكن إجراء الانتخابات في موعد لا يتجاوز 10 أيام من تاريخ الدعوة إليها، ولا يتجاوز 80 يومًا من تاريخ شغور مقعد الرئيس. إذا لم يحصل أي مرشح على الأغلبية، يتم إجراء جولة إعادة بين المرشحين اللذين حصلا على أعلى عدد من الأصوات.
يضع الدستور شروطًا محددة في حالة فشل انتخاب رئيس جديد. إذا لم يتم انتخاب رئيس جديد بحلول نهاية فترة الرئيس، أو إذا انقضت 30 يومًا على شغور المنصب، يتم إسناد بعض الصلاحيات إلى رئيس الوزراء، ويتم نقل بعضها إلى رئيس مجلس النواب أو إلى رئيس مجلس الشيوخ ، إذا كان البرلمان في حالة منحل وقت شغور المنصب.
أُجريت أول انتخابات رئاسية مباشرة في جمهورية التشيك يومي 11 و12 يناير/كانون الثاني 2013، وأُجريت جولة الإعادة يومي 25 و26 يناير/كانون الثاني.

## الإجراءات الانتخابية السابقة (حتى 1 أكتوبر 2012)
بموجب المادة 58 من الدستور التشيكي الحالي، يجب ترشيح المرشحين لهذا المنصب من قبل ما لا يقل عن 10 نواب أو 10 أعضاء في مجلس الشيوخ. بمجرد تعيين المرشحين، يمكن أن تبدأ عملية الاقتراع. يمكن أن تحتوي كل بطاقة اقتراع على ثلاث جولات كحد أقصى. في الجولة الأولى، يحتاج المرشح الفائز إلى الأغلبية المطلقة في كل من مجلس النواب ومجلس الشيوخ . نظرًا لوجود 200 مقعد في مجلس النواب و81 مقعدًا في مجلس الشيوخ، فإن المرشح الناجح في الجولة الأولى يتطلب 101 نائبًا و41 عضوًا في مجلس الشيوخ.
إذا لم يحصل أي مرشح على الأغلبية في كل من مجلس النواب ومجلس الشيوخ، فسيتم الدعوة إلى جولة ثانية. في هذه المرحلة، يحتاج المرشح إلى أغلبية مطلقة من الحاضرين فقط وقت التصويت في كل من مجلس النواب ومجلس الشيوخ. وقد يكون عدد الأصوات المطلوبة في الجولة الثانية هو نفسه عدد الأصوات المطلوبة في الجولة الأولى، ولكن كما حدث في عام 2008، قد يكون أقل قليلا بسبب غياب عدد قليل من البرلمانيين. وفي هذه الجولة الثانية، لا يزال يتعين على مرشح واحد أن يفوز بالأغلبية في كل من مجلس النواب ومجلس الشيوخ.
إذا لم يتمكن أي مرشح من تحقيق الأغلبية في كلا المجلسين الحاضرين، فسوف يكون من الضروري عقد جولة ثالثة. وفي هذه الجولة النهائية، والتي يمكن أن تتم خلال 14 يومًا من الجولة الأولى، تكفي الأغلبية المطلقة من النواب والشيوخ الحاضرين.  في هذه المرحلة، لا يتم النظر إلى كل مجلس على حدة. وبافتراض حضور جميع أعضاء البرلمان، فإن كل ما هو مطلوب للفوز هو 141 صوتا، بغض النظر عن المجلس الأصلي. إذا لم يفز أي مرشح في الجولة الثالثة، فيجب النظر في إجراء تصويت آخر في جلسة مشتركة لاحقة للبرلمان.  وتستمر العملية وفقا لنفس القواعد حتى يفوز أحد المرشحين.
في عام 1993، لم يواجه أول رئيس للجمهورية، فاتسلاف هافيل، صعوبة كبيرة في تحقيق النصر في الجولة الأولى من الاقتراع الأول، ولكن مساعيه لإعادة انتخابه أثبتت أنها أكثر صعوبة. في عام 1998، تم انتخابه بأغلبية سبعة أصوات في الجولة الثانية من الاقتراع الأول.  وعلى النقيض من ذلك، طالب خليفته، فاتسلاف كلاوس، باستكمال العملية على أكمل وجه. فاز في الانتخابات بفارق ضئيل في الجولة الثالثة في انتخابات عام 2003 وفي الجولة السادسة (المحاولة الثانية، الجولة الثالثة) في عام 2008. وقد فاز في الانتخابات في الجولة الثالثة. وكان أكبر فوز حققه هو صوتين.

### عدم الرضا عن الإجراء السابق
في أعقاب الانتخابات التي جرت في عامي 2003 و2008، والتي تطلبت كل منهما إجراء عدة عمليات اقتراع، أعرب البعض في المجتمع السياسي التشيكي عن عدم رضاهم عن هذه الطريقة في الانتخاب. في عام 2008، قال مارتن بورسيك ، زعيم الحزب الأخضر التشيكي، عن تصويت عام 2008: "نحن نجلس هنا أمام الجمهور وقد أربكتنا بعض الأمور بسبب الصفقات الخفية والاجتماعات غير المحمية جيدًا مع جماعات الضغط والمكائد".  كانت هناك دعوات لتبني نظام انتخاب مباشر ، حيث يشارك الجمهور في التصويت. ومع ذلك، أشار معارضو هذه الخطة إلى أن الرئاسة كانت تتحدد دائمًا عن طريق التصويت غير المباشر، وذلك عبر العديد من الدول السابقة إلى رئاسة توماس ماساريك . اقترح أستاذ العلوم السياسية بجامعة تشارلز زدينيك زبوجريل أن التصويت المباشر قد يؤدي إلى رئيس ورئيس وزراء معادين لأهداف كل منهما، مما يؤدي إلى طريق مسدود. تم دعم نظام الانتخابات المباشرة من قبل شخصيات من بينها جيري كونيك ( الاتحاد المسيحي والديمقراطي – حزب الشعب التشيكوسلوفاكي ) وجيري باروبيك ( الحزب الديمقراطي الاجتماعي التشيكي )، في حين أن الحزب الديمقراطي المدني الحاكم، في عهد الرئيس فاتسلاف كلاوس ورئيس الوزراء ميريك توبولانيك ، كان أكثر تشككًا. وعلق توبولانيك قائلا إن من المزايا أن "انتخاباتنا الرئاسية لا تسبقها حملة ما، وهو أمر لا مفر منه في الانتخابات المباشرة ويسبب انقسامات بين المواطنين". واستخدم بولندا كمثال غير مواتٍ، فقال: "عندما يتحدث شخص ما عن مدى إهانة طريقتنا في اختيار رئيس الدولة، يتعين عليه أولاً أن يزن عواقب التصويت المباشر".

### الإزالة من المنصب
بصرف النظر عن الموت، هناك ثلاثة أشياء فقط يمكن أن تؤثر على عزل الرئيس من منصبه:
1. يمكن للرئيس أن يستقيل بإخطار رئيس مجلس الشيوخ.[39]
2. يُعتبر الرئيس غير قادر على أداء واجباته "لأسباب خطيرة" بموجب قرار مشترك صادر عن مجلس الشيوخ ومجلس النواب  – على الرغم من أن الرئيس قد يلجأ إلى المحكمة الدستورية لإلغاء هذا القرار.
3. يجوز لمجلس الشيوخ عزل الرئيس بتهمة الخيانة العظمى وإدانته من قبل المحكمة الدستورية.[40]

### نائبه
في حالة عدم تمكن الرئيس من ممارسة مهامه أو خلو منصب الرئاسة لأي سبب من الأسباب، يتم توزيع المهام بين رئيس مجلس النواب ورئيس مجلس الوزراء. إذا تم حل مجلس النواب في ذلك الوقت، فإن المهام التي تقع عادة على عاتق رئيس المجلس تقع على عاتق رئيس مجلس الشيوخ، الذي يتحمل أيضًا مسؤولية الرئيس في الدعوة إلى انتخابات المجلس حتى عندما لا يكون المجلس منحلاً.

### الاحتفال الرئاسي
منذ الرئيس التشيكوسلوفاكي الأول توماس غاريغي ماساريك ، كان الاحتفال الرئاسي هو المقدمة لأوبرا ليبوشي لبيدريش سميتانا، والتي تعد رمزًا لوطنية الشعب التشيكي خلال النهضة الوطنية التشيكية في ظل الملكية النمساوية المجرية.

### علم الشعارات
يحمل منصب الرئيس معه أيقونية ، تم إنشاؤها من خلال القوانين التي يقرها البرلمان. ولعل أبرز هذه الأعلام هو علم الرئيس، كما يظهر في أعلى اليمين. شعارها الرسمي هو نفس شعار الجمهورية: " الحقيقة تسود". علاوة على ذلك، يحق للرئيس أثناء توليه منصبه أن يرتدي آثار أعلى فئة من وسام الجمهورية الشرفي ، وسام الأسد الأبيض ووسام توماس غاريغ ماساريك. بموجب سلطة التنصيب، يصبح الرئيس حاملًا لأعلى فئة من كلا الوسامين طوال مدة ولايته، بالإضافة إلى كونه المسؤول الأعلى لهما. وبموجب الاتفاقية، يسمح البرلمان للرئيس المتقاعد بالبقاء عضوًا مدى الحياة في كلتا المؤسستين، مع عودة الأوسمة إلى الدولة عند وفاة الرئيس السابق.

### المساكن

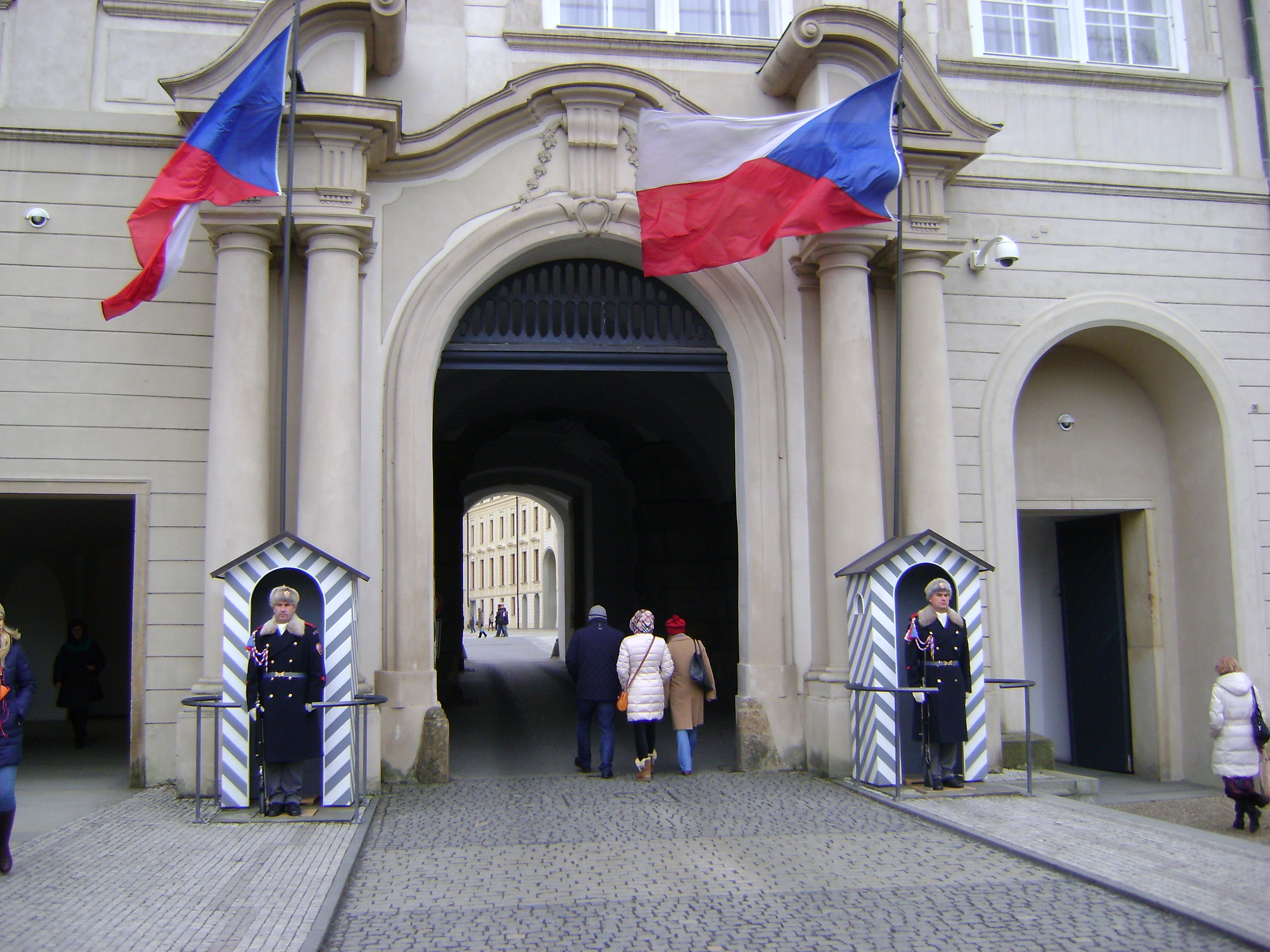

المقر الرسمي لرئيس جمهورية التشيك هو قلعة براغ . ومع ذلك، فإن أماكن المعيشة صغيرة وليست مريحة بشكل خاص، لذلك اختار الرؤساء الحديثون ( فاتسلاف هافيل، فاكلاف كلاوس، وميلوش زيمان ) العيش في مكان آخر. يحتفظ الرئيس أيضًا بمقر إقامة صيفي في القلعة في قرية لاني، 35كم غرب براغ .